# Pilosocereus

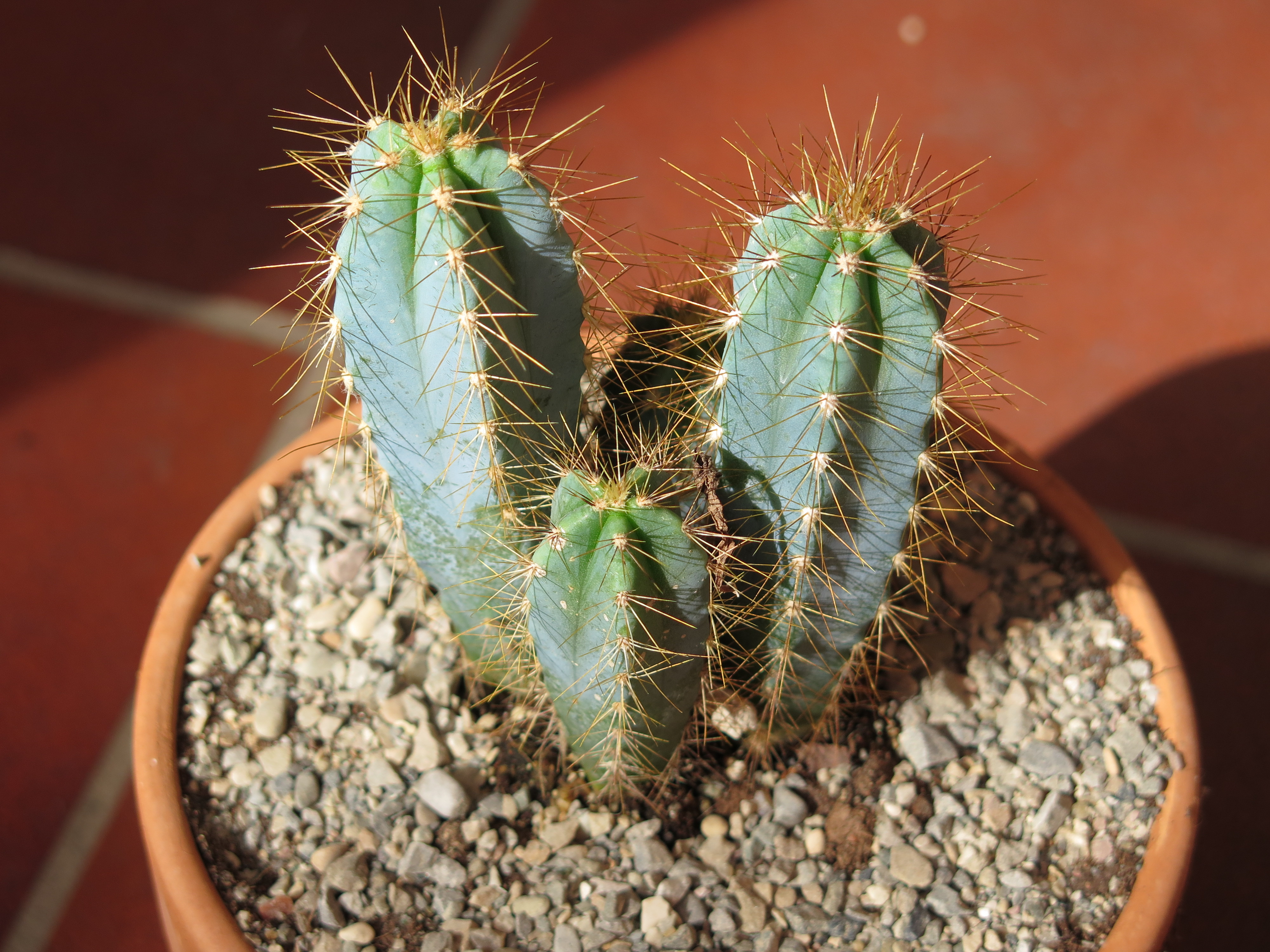
Pilosocereus azureus

Pilosocereus é um gênero botânico da família Cactaceae.

## Sinonímia
- Pilocereus K.Schum.
- Pseudopilocereus Buxb.

## Espécies
- Pilosocereus azureus
- Pilosocereus catingicola
- Pilosocereus fulvilanatus
- Pilosocereus glaucescens
- Pilosocereus lanuginosus
- Pilosocereus pachycladus
- Pilosocereus polygonus
- Pilosocereus gounellei

## Galeria

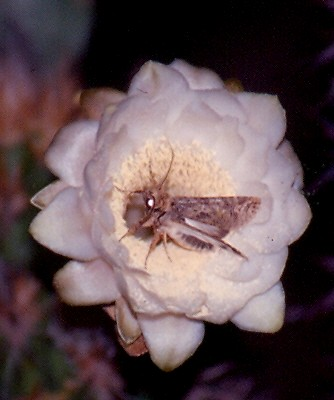
Noctuidae na flor de P. gounellei
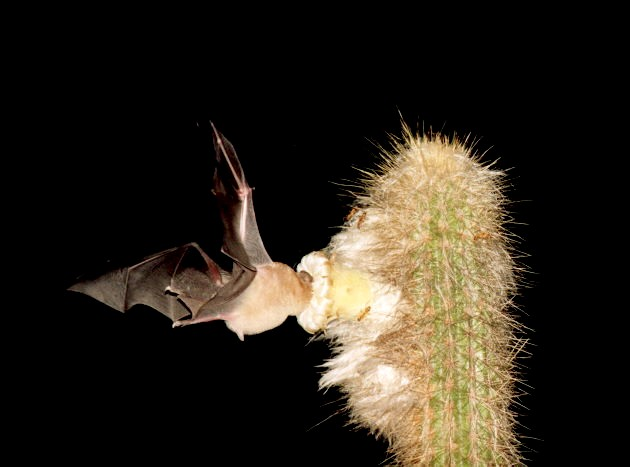
Glossophaga soricina visitando flor de P. chrysostele
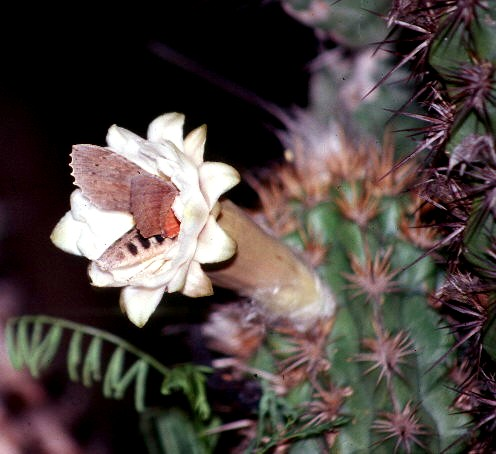
Erinnyis ello visitando flor de P. gounellei
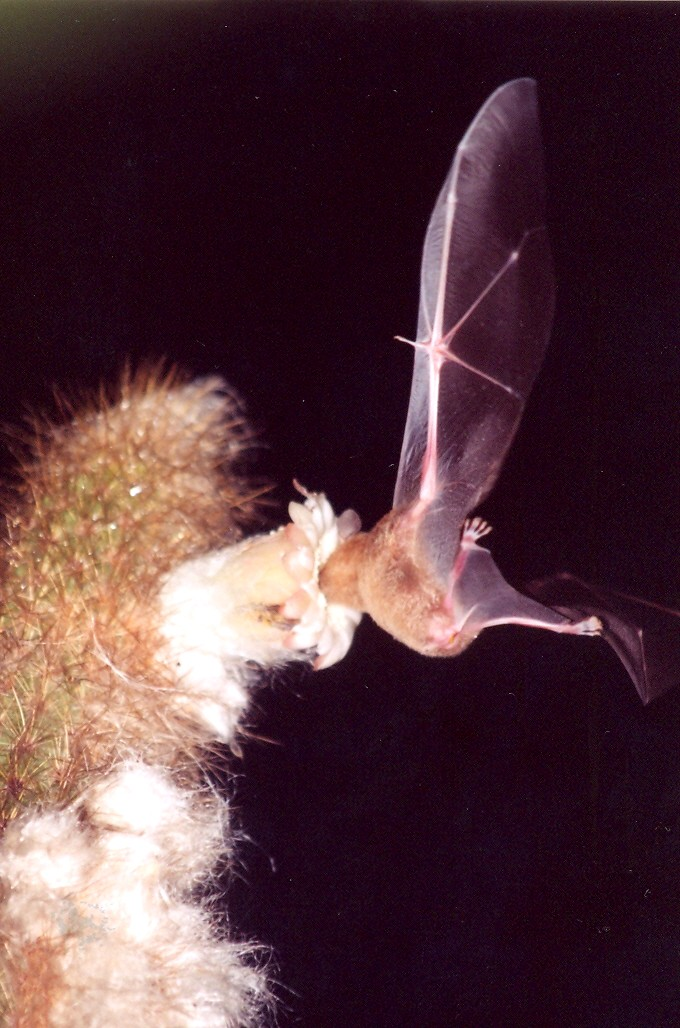
Lonchophylla mordax polinizando P. chrysostele
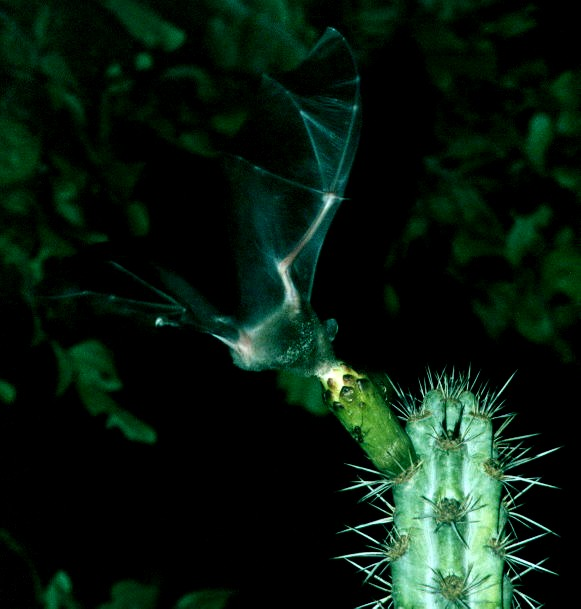
P. tuberculatus é polinizado por Lonchophylla mordax